# Badnjak u New Yorku (2015.)
Badnjak u New Yorku (eng. Christmas Eve), američka božićna drama iz 2015.

## Radnja
Kad nestanak struje zatoči šest različitih grupica njujorčana u liftovima na Badnjak, shvate da im pomoći mogu samo smijeh, ljubav i malo božićne čarolije - ali i neočekivano promijeniti im živote. Okrutni tajkun strahuje za vlastiti život u nesigurnom građevinskom dizalu, stotine metara iznad zemlje. Neočekivane veze događaju se glazbenici, koja je zaglavila s nefunkcionalnim kolegama iz orkestra, kao i modnom fotografu u usponu, koji je zatočen u dizalu vlastite zgrade s povučenom tajnicom. Neugodni menadžer ljudskih resursa našao se s djelatnikom kojeg je upravo otpustio, a oholi liječnik ateist s pobožnom pacijenticom koja će umrijeti za mjesec dana. Prisiljeni su promisliti o svom doživljavanju drugih ljudi, u komediji u kojoj nikad ne znate s kim možete zapeti.

## Uloge
- Patrick Stewart kao Harris
- Gary Cole kao dr. Roberts
- Roxy Cook kao Molly
- James Roday kao B.
- Jon Heder kao James
- Cheryl Hines kao Dawn
- Steve John Shepherd kao Glen
- Taylor James kao Nick
- Margaret Clunie kao Sherry
- Lex Shrapnel kao Tim
- Max Casella kao Randy
- Julianna Guill kao Ann
- Juliet Aubrey kao Marta
- Jenny Oaks Baker kao Mandy
- Simon Chadwick kao Evan
- David Bamber kao Walt
- Amalia Vitale kao Kendra
- Martyn Ellis kao Jacob
- Jaclyn Hales kao Lila
- Benjamin Cawley kao Don
- Nate Fallows kao Larry
- Christine Chong kao Karen
- Daniel Pirrie kao Jorge
- Rob Dixon kao Cooper
- Clara Perez kao Amelia
- Krasen Belev kao Jordan